# Odkład powietrzny

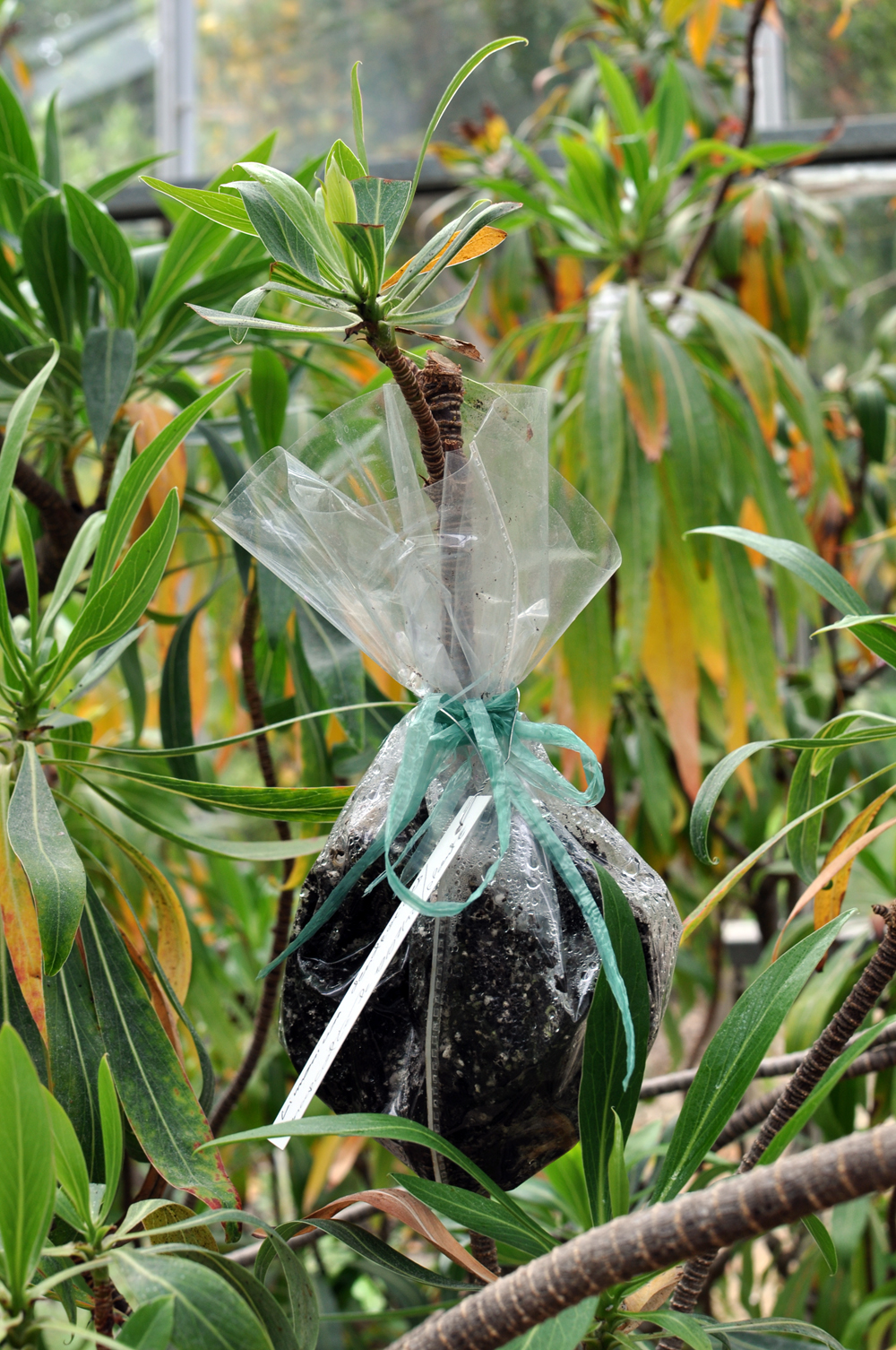
Odkład powietrzny z substratem glebowym umieszczonym w folii

Odkład powietrzny (ang. air layering, marcotting) – odmiana techniki rozmnażania roślin przez odkład, polegająca na otoczeniu pędu rośliny matecznej substratem glebowym. W miejscu obłożenia pęd wytwarza korzenie, co umożliwia jego odcięcie i dalszy samodzielny wzrost. Technika odkładów powietrznych jest wykorzystywana w amatorskiej uprawie roślin.
Pierwotnie pęd umieszczano w glinianej doniczce tak aby przechodził zarówno przez otwór dolny, jak i górny. Na dno doniczki nasypywano warstwę piasku a na nią żyzną glebę. Doniczka była mocowana w lub utrzymywała się samodzielnie na sztywnym pędzie. Stałe utrzymywanie odpowiedniej wilgotności gleby prowadzi do wytworzenia korzeni w miejscu kontaktu z glebą. Ukorzenianie można dodatkowo stymulować poprzez wykonanie podłużnego nacięcia na pędzie. Lepsze efekty powoduje wąskie obrączkowanie oraz stosowanie substancji stymulujących rozwój korzeni.
Obecnie do przygotowania odkładów powietrznych stosuje się wilgotną watę, mchy z rodzaju torfowiec, torf. Podłoże takie owija się czarną folią ściśle w dolnej części pędu i luźno w jego części górnej. Po wytworzeniu korzeni pęd odcina się i wysadza do gruntu.